# Hórreo Casa Jabat (Orbara)

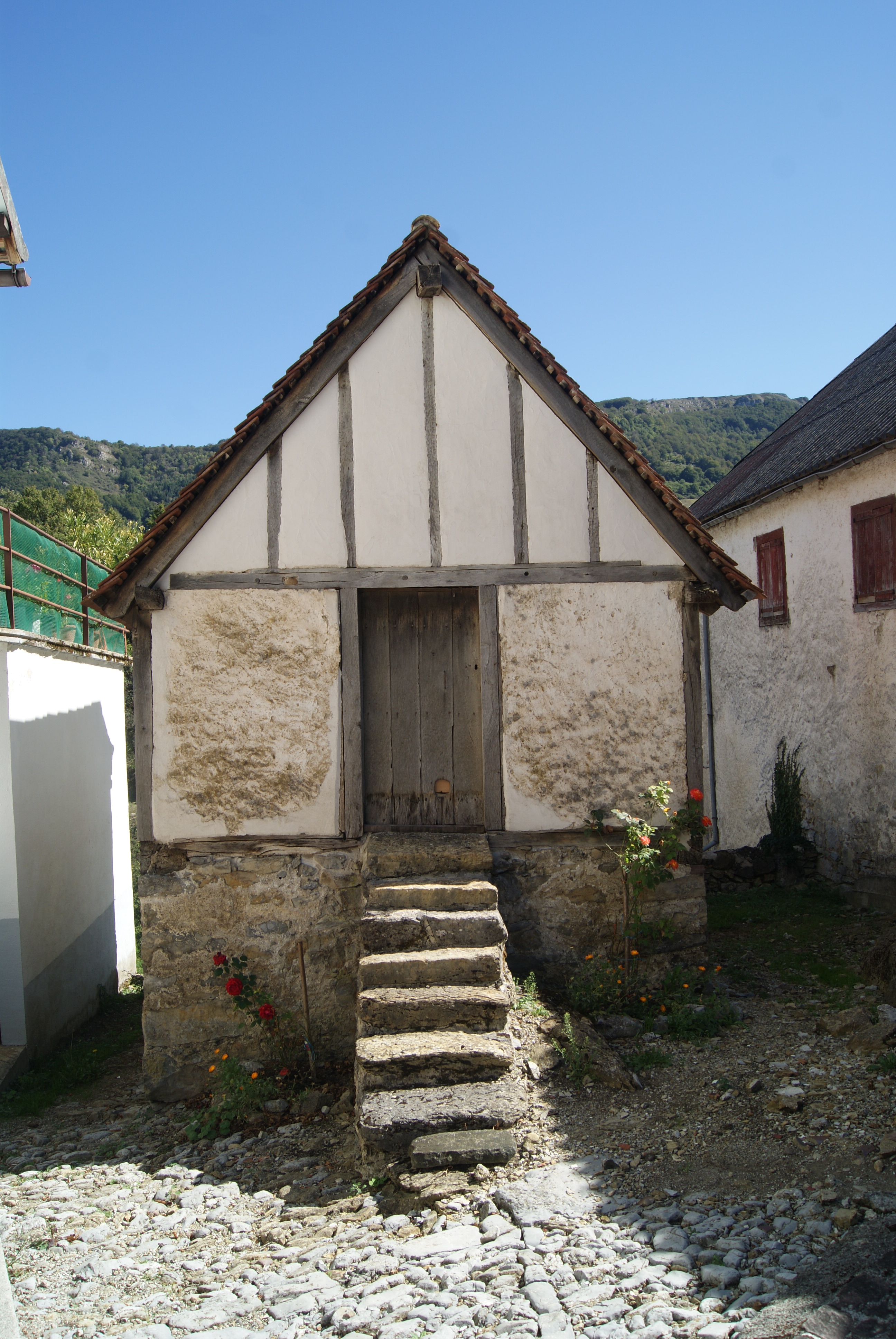
Hórreo Casa Jabat in Orbara

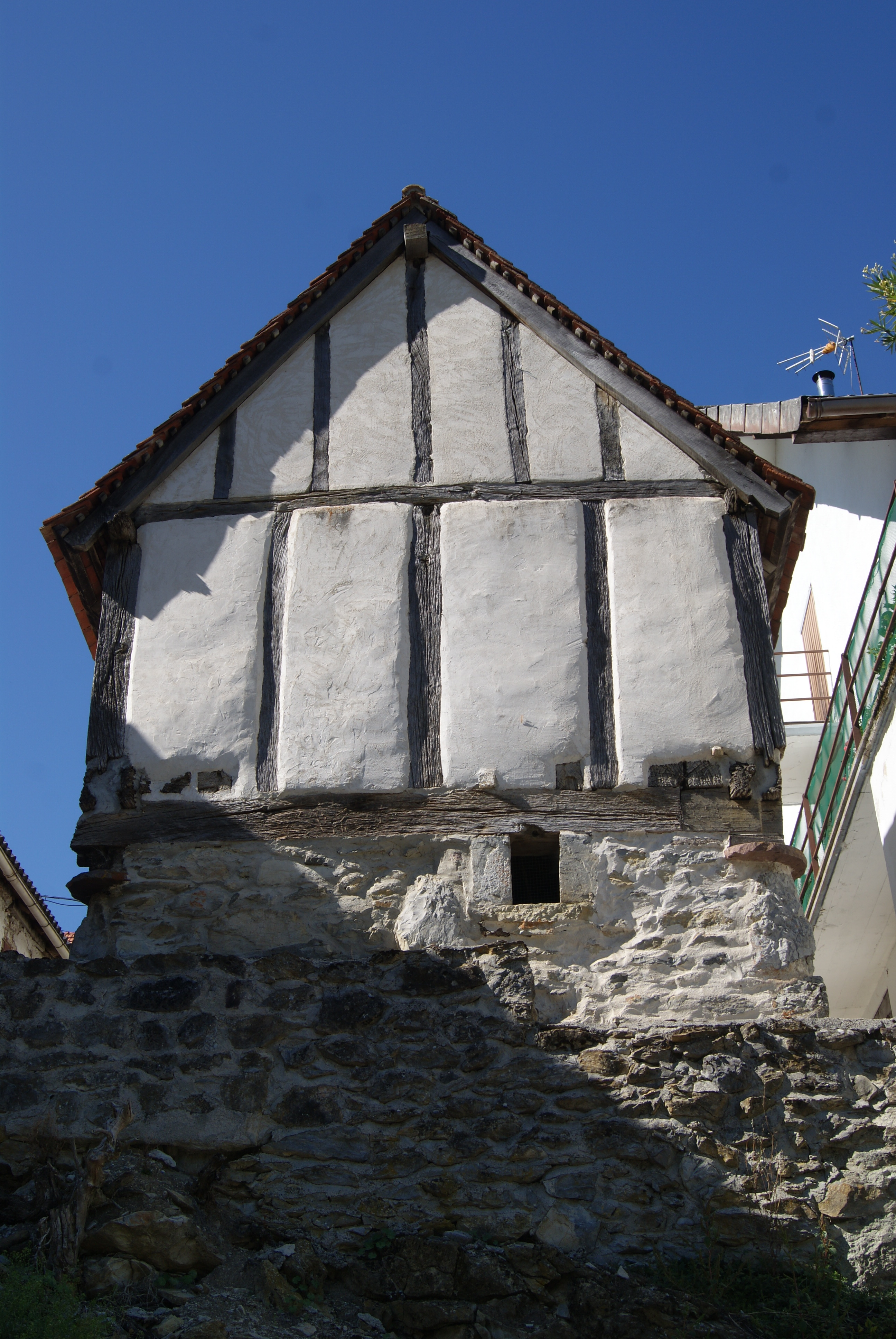
Rückseite

Der Hórreo Casa Jabat in Orbara, einer spanischen Gemeinde in der Autonomen Gemeinschaft Navarra, wurde vermutlich im 18. oder 19. Jahrhundert errichtet. Der Hórreo ist seit 1993 ein geschütztes Kulturdenkmal (Bien de Interés Cultural).
Der Hórreo in Fachwerkbauweise ist ein schlichter, verputzter Bau mit Satteldach und Flachziegeldeckung. Der Zugang ist über eine steinerne Treppe erreichbar.